# Junosza (herb szlachecki)
Junosza (Agnus, Baran, Barany, Junoszyc) – polski herb szlachecki.

## Opis herbu
Opis zgodnie z klasycznymi regułami blazonowania:
W polu czerwonym na kępie zielonej baran srebrny. Klejnot: pięć piór strusich.
W formie pierwotnej brak kępy, baran ma oręż złoty, zaś w klejnocie samo godło.
Franciszek Piekosiński opierając się na Długoszu i herbarzyku Ambrożego przedstawia baranka z głową odwróconą w tył, bez murawy. Niektóre wizerunki herbu przedstawiają barana stojącego nie na swobodnie unoszącej się kępie trawy ale na zielonej podstawie tarczy, wzgórzu lub trójwzgórzu.

## Najwcześniejsze wzmianki
Herb z XIII wieku. Najwcześniejsze źródło heraldyczne wymieniające herb to datowane na lata 1464–1480 Insignia seu clenodia Regis et Regni Poloniae polskiego historyka Jana Długosza. Zapisuje on informacje o herbie wśród 71 najstarszych polskich herbów szlacheckich we fragmencie: "Junoscha album agnum siue arietem in campo rubeo defert" .(pol.: "JUNOSCHA białego baranka albo barana w polu czerwonym nosi").

## Pochodzenie herbu i legendy
Kasper Niesiecki w Koronie polskiej pisał o herbie Junosza, że jego pochodzenie jest sporne, niektórzy uważali go za pochodzącego z Niemiec, inni twierdzili, że jest polski. Etymologia ludowa wywodzi nazwę herbu z języka niemieckiego, według niej byłoby to zniekształcone słowo "Jungschaff" lub "Jungxoph" (pol.: "młoda owca").
Legenda herbowa podaje, że rycerz Junosza wyjeżdżał z przyjaciółmi na wesele, a podczas wyjazdu radośnie figlował nieopodal orszaku biały baran, co uchodziło za dobrą wróżbę. Orszak wkrótce natknął się na grasujących w okolicy Krzyżaków, których Junosza zdołał pokonać. Dowiedziawszy się o większych siłach krzyżackich w pobliżu, podstępnie uprowadził im konie, po czym pokonał także i tę grupę. Na wesele przybył na czas, lecz ubrudzony krwią pobitych Krzyżaków. Na pamiątkę tych zdarzeń, herb Junosza ma czerwoną tarczę (od krwi krzyżackiej), a na niej białego baranka, który przyniósł zwycięstwo rycerzowi.
Jest to przekształcony znacznie starszy mit, osią opowieści jest pokonanie wroga mogącego przeszkodzić w dotarciu na ślub. Nawiązuje też do mitu wiosennego Święta Stada, gdy obchodzono zaślubiny Bogini Ziemi z Bogiem Nieba.

## Herbowni
Najpełniejszą jak dotąd listę herbownych stworzył Tadeusz Gajl w Herbarzu polskim od średniowiecza do XX wieku z 2007 roku. Lista zawiera 523 nazwiska:
Badyński, Bancarewicz, Baniaszewicz, Bańkowski, Baran, Barancewicz, Baranowicz, Baranowski, Barkowski, Bądzyński, Beklerski, Beleński, Beliński, Beniaszewicz, Beniuszewicz, Biantowski, Bibelski, Bieleński, Bieliński, Bilański, Błędostowski, Bobiński, Bojan, Bojanowicz, Bojanowski, Bonikowski, Boniński, Borawski, Borcikowski, Borkowski, Borowski, Borukowski, Borwicz, Bronisz, Broński, Brucki, Bujanowski, Bukar, Burczyński, Chabowski, Chądrzewski, Chądzeński, Chądzyński, Chochorowski, Chociszewski, Chodecki, Chodykiewicz, Chomentowski, Chomętowski, Chrapuński, Chrościński, Chruściński, Chudzewski, Cieksiński, Cieszyński, Cieśliński, Czarnochowski, Czechanowski, Czekanowski, Czerniewski, Czuprynkowski, Czuprynowski, Daczewski, Dadzibog, Dadzibóg, Dalawski, Dalecki, Dalejowski, Daszewski, Dąbkowski, Dąbrowski, Dąmbrowski, Derpowski, Dobrowolski, Doganowski, Dolecki, Dołecki, Dombrowski, Domin, Dominikowski, Dorożyński, Dorpowski, Drewnowski, Drowanowski, Drużbic, Drużdowicz, Dubkowski, Dudziński, Dulowski, Dziaskowski, Dzięgieliński, Galecki, Gałecki, Galonska, Gałąska, Gałąskowski, Gałązka, Gałązkowski, Gałdecki, Garczyński, Germanowicz, Germanowski, Gęś, Gigański, Girkont, Glinicki, Gładczyński, Głębocki, Godlewski, Gogoliński, Golankowski, Gołczyński, Gołęski, Gorny, Gostkowski, Gościmirski, Goślinowski, Gośliński, Górny, Grochowski, Grodecki, Groffi, Gulczewski, Gumencki, Gumowski, Gzowski, Gżowski, Halecki, Halicki, Haliński, Hannowiecki, Herman, Hermanowicz, Hermanowski, Hoffman, Horyszewski, Horyszowski, Hryszkiewicz, Humiecki, Humięcki, Igański, Ignański, Jabłoński, Janicz, Janiszewski, Jankowicz, Jankowski, Janowski, Jarosławski, Jaworski, Jonasz, Jonosza, Juniewicz, Junisic, Junosza, Junoszczyc, Junoszyc, Junowicz, Jurkiewicz, Kamieniewski, Kamieński, Kamkowski, Karkowski, Karmański, Karnkowski, Karpołuski, Karpowicz, Kawaniewski, Kawecki, Kawęcki, Kęskowski, Kętrzyński, Kienowski, Kiernoski, Kiernowski, Kiernożycki, Kieszkowski, Kijowski, Kisieleński, Kisielewski, Kisieliński, Klewski, Klimowicz, Knieczun, Knieczunowicz, Knyszyński, Kola, Koluszkowski, Koła, Kołączkowski, Koło, Kołon, Kołowski, Koły, Komarnicki, Komiński, Konasiewicz, Konieński, Koniński, Koniuski, Konopacki, Konopnicki, Kordynowicz, Kormanicki, Koronowski, Korwin-Piotrowski, Kosko, Koskowski, Kosmaczewski, Kosmarzewski, Koszka, Kotoni, Kotony, Kotulski, Kowalewski, Kowieski, Koza, Kozak, Kozikowski, Krogulecki, Krogulski, Krosnowski, Krowicki, Kruszyński, Kryski, Krzepczowski, Krzykoski, Krzykowski, Kucharski, Kurdwanowski, Kurnicki, Kuronowski, Kurzewski, Kuskowski, Kuszelewicz, Kuszewski, Kuszkowski, Kuszycki, Kuszyński, Kuturmański, Lelewski, Lelowski, Lichocki, Lipicki, Lipiecki, Lipnicki, Lissowski, Lochocki, Łabecki, Łabicki, Łappo, Łatosek, Łazowski, Łempicki, Łochocki, Łojewski, Ługowski, Łypicki, Łypnicki, Mackiewicz, Malecki, Malicki, Małynicz, Martynowski, Materni, Matynicz, Michniewicz, Mierzyński, Mieszkowski, Międzobrocki, Międzobrodzki, Mięszkowski, Mokrski, Mokrzeski, Mokrzski, Mokrzycki, Moze, Naborowski, Niegorzewski, Niewski, Nijowski, Niowski, Niwski, Nowacki, Nowołoński, Odnodzki, Ojrzanowski, Olsejko, Olsiejko, Omieciński, Onichimowski, Oparski, Opraski, Oranowski, Orański, Ordowski, Orłowski, Orpiszewski, Orwitowski, Osiński, Ostasiński, Ostrakowski, Ostrzakowski, Ostrzeniewski, Ostrzykowski, Ostrzyniewski, Ostrzyński, Oświeciński, Owada, Oyrzanowski, Paschalski, Paszkiewicz, Pawłowski, Pełka, Peredko, Petraszewicz, Pętkowski, Piankowski, Pianowski, Piaskowski, Piątkowski, Pieskowski, Pieszkowski, Pietrowski, Piewcewicz, Pijanowski, Piotrowin, Piotrowski, Pipan, Plebański, Pławiński, Podolski, Podoski, Polchowski, Polikowski, Polkowski, Połchowski, Poniatowski, Popiel, Popkowski, Potocki, Potoczki, Potoczyński, Pruski, Przedojewski, Przedojowski, Przedzewski, Przedzowski, Przerownicki, Przerowski, Przewocki, Przewrocki, Przezwocki, Przędzewski, Przędzowski, Przyrownicki, Pucdrowski, Puciłowski, Pulikowski, Puzdrowski, Rachański, Rachocki, Rackiewicz, Raczkiewicz, Radosz, Radowicki, Radowiecki, Radziejewski, Radziejowski, Radziewanowski, Ratajski, Ratomski, Ratowski, Retowski, Rodcewicz, Ropejko, Rosperski, Rospierski, Rostowski, Roszczewski, Roszkowski, Rościszewski, Rotowicz, Rożański, Rubel, Runowski, Rupejko, Rupeykowicz, Ruszalski, Rzeński, Rzeszotarski, Rzeszotko, Saniawski, Saparowski, Sapigórski, Saporowski, Segrowski, Serejko, Sergowski, Sęp, Sianowski, Siemak, Skiedrowski, Skoroszewski, Skoruszewski, Słuszkowski, Służkowski, Smłodowski, Smogorzewski, Sobański, Soroka,Starzyński, Stefanowski, Stempkowski, Stempowski, Stępkowski, Stępowski, Stkrwiński, Stoiński, Stopiński, Strawiński, Strębowski, Strkwiński, Strozberg, Struściński, Suchodolski, Suleński, Sulerzyski, Sułocki, Sypieński, Sypiński, Szaniawski, Szarajewski, Szarlej, Szarleński, Szarzeński, Szarzyński, Szatyński, Szeniawski, Szetyński, Szymanowicz, Szymanowski, Ścibor, Ślepowroński, Śliwicki, Śliwiński, Śliwnicki, Świeszewski, Świeszowski, Świniarski, Świszulski, Świtkowski, Tabasz, Taczalski, Tomkowid, Trojan, Trzebiński, Turski, Ubniewski, Ugniewski, Umiecki, Umieniecki, Umieński, Umięcki, Umiński, Uszacki, Uszaniecki, Walkowski, Wańtuch, Wciślicki, Wdowiński, Węgrzynowski, Widleński, Widliński, Wielecki, Wielicki, Wierzbiński, Wileńczyc, Winiecki, Wiński, Witowski, Wodnicki, Wojnowski, Wojsław, Wojsławski, Wojszwiłło, Wojtycki, Wolęcki, Wolski, Wostołcho, Woźnicki, Wsciślicki, Wścieklicki, Wściślicki, Wulf, Wyczołkowski, Wyrębowski, Wysociński, Wysokiński, Zaboj, Zagrzewski, Zakowski, Zaleski, Zaliwski, Załuski, Zamoścki, Zamoytel, Zawacki, Zawadzki, Zawłocki, Zbożny, Zdrodowski, Zdrojewski, Zdrojowski, Zdunowski, Zemojtel, Ziarno, Zieleniecki, Zielonka, Zielonko, Ziembiński, Żakowski, Żarnowski, Żemoytel, Żomaytel, Żomoytel, Żukowski, Życki, Żydecki, Żydziecki.